# 勿禁站
勿禁站（：／ Mulgeum yeok */?）是京釜線沿線的一座鐵路車站，位于韓國庆尚南道梁山市勿禁邑勿禁里，有ITX-新村、無窮花號和南道海洋列車停靠。本站另分岔出梁山貨物線。

## 車站結構
2面4線的雙島式月台。

### 月台配置
| ↑院洞       |
| ２ \| １ \| |
| 華明↓       |

| 月台 | 路線   | 類別               | 目的地                                       |
| ---- | ------ | ------------------ | -------------------------------------------- |
| 1    | 京釜線 | ITX-新村、無窮花號 | 浦項、新海雲臺、釜田、釜山方向               |
| 2    | 京釜線 | ITX-新村、無窮花號 | 東大邱、首爾、馬山、順天、木浦、光州松汀方向 |

## 历史
- 1905年1月1日，落成使用。
- 1939年6月1日，第二代站舍竣工。
- 2003年9月23日，第三代站舍竣工。

## 车站周边
- 梁山新都市
- 勿禁市場
- 勿禁東亞中學校
- 勿禁郵政局
- 洛東江
- 甑山

## 相鄰車站
韓國鐵道公社
京釜線
無窮花號
院洞－勿禁－華明
梁山貨物線
勿禁－梁山貨物